# Chiesa di San Patrizio (Toledo)
La chiesa di San Patrizio è un luogo di culto cattolico di Toledo inaugurato nel 1901, situato al 130 di Avondale Avenue. Fa parte, dal 1972, del National Register of Historic Places.

## Storia
La struttura attuale è la seconda chiesa dedicata a San Patrizio. La prima chiesa fu costruita nel 1862. Fu consacrata il 17 Maggio 1863, e costò complessivamente $ 27.000. Tuttavia, nel 1891, l'edificio fu ritenuto pericoloso e demolito. Le panche e altri arredi interni, furono rimossi ed impiegati nella costruzione in un nuovo edificio.
Padre Edward Hannin, parroco di San Patrizio, decise di creare "la più bella chiesa in questa parte del paese" per la sua comunità, e cominciò a raccogliere fondi per la costruzione. Quando fu completata, la chiesa di San Patrizio è stata considerata come uno dei migliori esempi di architettura neogotica negli Stati Uniti. La chiesa fu consacrata il 13 aprile 1901.

## Descrizione

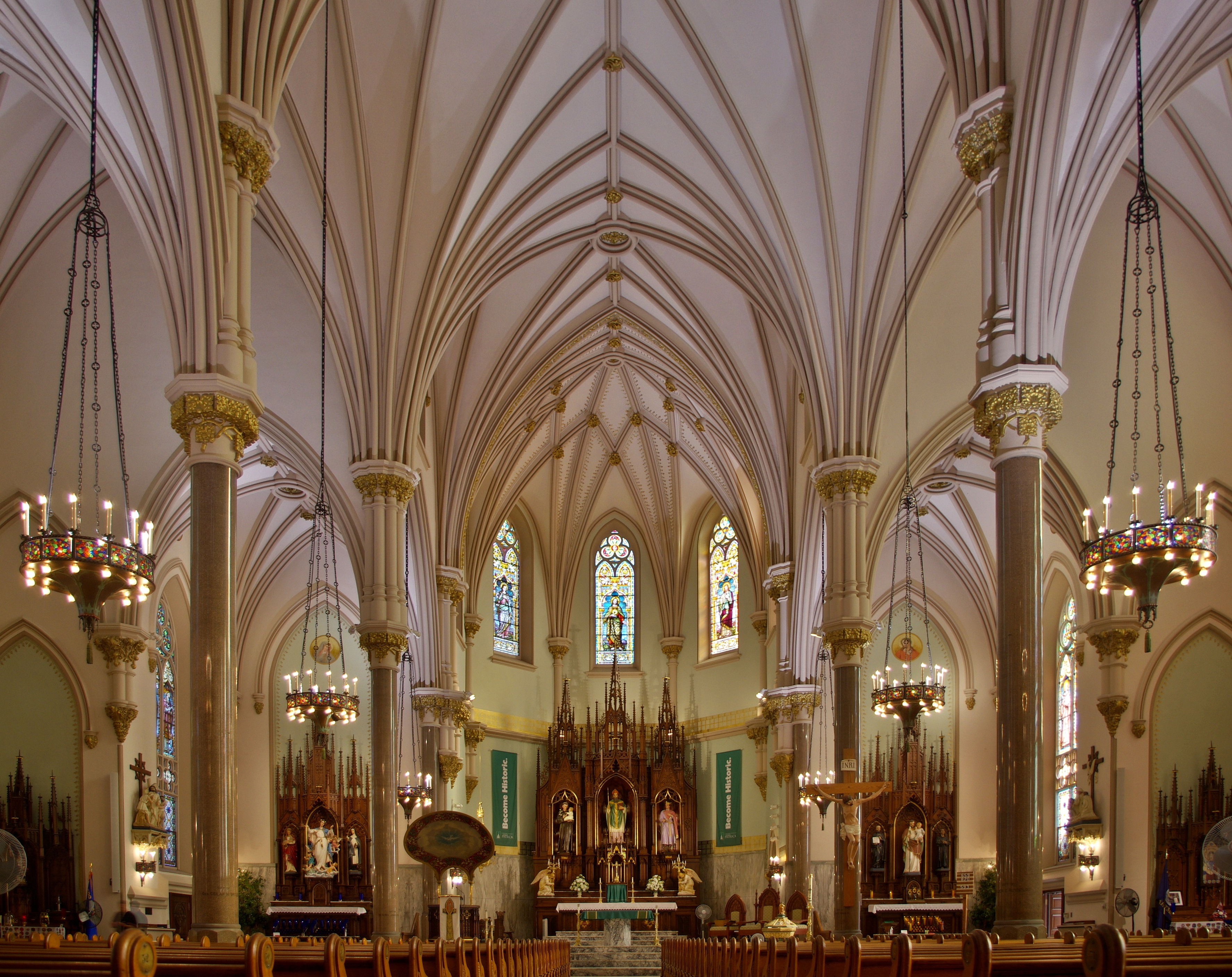
La navata principale della chiesa

L'esterno è realizzato in arenaria blu Amherst, e all'interno vi sono dieci colonne di granito rosso. All'interno vi sono pavimenti marmorei, numerose opere d'arte (statue di santi e della Madonna, e diversi dipinti ed affreschi), e pregiati lampadari: tutti questi elementi furono aggiunto nel 1920, quando iniziarono i lavori di ristrutturazione voluti dal parroco Francis Keyes. Il campanile è alto 73 metri e nel 1937 fu aggiunta una nuova croce sulla sua guglia. Esso è stato ricostruito quando, il 9 settembre 1980, fu distrutto dalle fiamme causate da un fulmine. I detriti del campanile danneggiarono anche il tetto ed altre parti della struttura. Dopo la sua morte avvenuta il 25 Febbraio 2006, la parrocchiana Margaret Tank lasciò in eredità fondi per oltre sei milioni di dollari per la ricostruzione del campanile e per altri progetti nella chiesa. La donazione ha permesso anche la riparazione dell'organo della chiesa, che fu danneggiato nel 1980 da un incendio. Il campanile e gli altri progetti sono stati completati il 28 agosto 2007.